# Lithophane franclemonti
Lithophane franclemonti är en fjärilsart som beskrevs av Metzler 1998. Lithophane franclemonti ingår i släktet Lithophane och familjen nattflyn. Inga underarter finns listade i Catalogue of Life.